# فرمان اجرایی

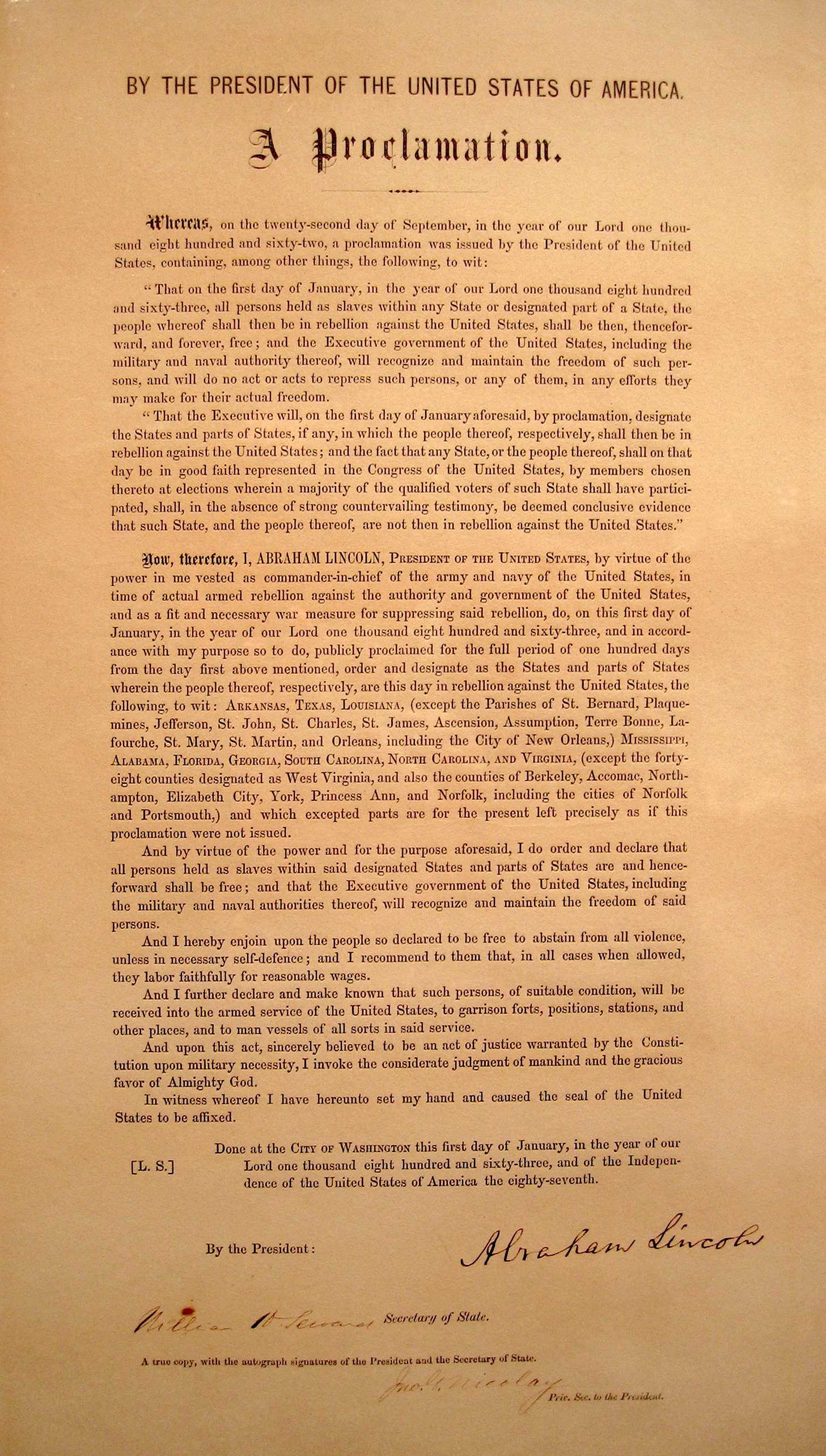
نسخه‌ای از بیانیهٔ آزادی بردگان با امضای آبراهام لینکلن، رئیس‌جمهور آمریکا

فرمان اجرایی (به انگلیسی: executive order) فرمانی تست که رئیس‌جمهور ایالات متحده صادر می‌کند تا به مسئولان و سازمان‌های قوه مجریه کمک کند عملیات درون دولت فدرال را مدیریت کنند. اگر کنگره آمریکا عملکرد کندی داشته باشد ممکن است رئیس‌جمهور با فرمان اجرایی کار را تسریع کند. همچنین رئیس‌جمهور می‌تواند با استفاده از فرمان اجرایی، جزئیات یک قانون جدید را مشخص کند.
ابتکارات سیاست‌گذارانه عمده نیازمند تأیید قوه مقننه هستند. ولی فرمان‌های اجرایی بر امور داخلی حکومت اثرگذاری شایان توجهی دارند و تعیین می‌کنند قوانین چگونه و تا چه حدی اعمال شوند.

## وضعیت حقوقی
ماده دوم قانون اساسی ایالات متحده آمریکا اختیار اجرایی را به رئیس‌جمهور ایالات متحده آمریکا واگذار می‌کند. رئیس‌جمهور می‌تواند فرمان‌های اجرایی رؤسای جمهور پیشین را با امضای یک فرمان اجرایی تازه، لغو کند.
فرمان اجرایی نیازی به تایید کنگره آمریکا ندارد. اما باید در محدوده قانون صادر شده باشد و به لحاظ نظری، هر یک از آن‌ها «از نظر شکل و قانونی بودن توسط دفتر مشاور حقوقی بررسی می‌شود.» با اینکه کنگره می‌تواند قانونی را برای نادیده گرفتن فرمان اجرایی تصویب کند، اما رئیس‌جمهور می‌تواند قانون مصوبه کنگره را وتو کند. شکایت از فرمان اجرایی باید در دادگاه‌های فدرال ارائه شود.

## تاریخچه و استفاده
فرانکلین دلانو روزولت با ۳۷۲۱ فرمان، بیشترین شمار فرمان اجرایی را در دوران ریاست‌جمهوری خود صادر کرد.
| رئیس‌جمهور                      | شمار صادر شده | شماره نخستین فرمان صادره |
| ------------------------------ | ------------- | ------------------------ |
| جرج واشینگتن                   | ۸             | نامعلوم                  |
| جان آدامز                      | ۱             | نامعلوم                  |
| توماس جفرسون                   | ۴             | نامعلوم                  |
| جیمز مدیسون                    | ۱             | نامعلوم                  |
| جیمز مونرو                     | ۱             | نامعلوم                  |
| جان کوئینسی آدامز              | ۳             | نامعلوم                  |
| اندرو جکسون                    | ۱۲            | نامعلوم                  |
| مارتین ون بورن                 | ۱۰            | نامعلوم                  |
| ویلیام هنری هریسون             | ۰             | نامعلوم                  |
| جان تایلر                      | ۱۷            | نامعلوم                  |
| جیمز ناکس پولک                 | ۱۸            | نامعلوم                  |
| زکری تیلور                     | ۵             | نامعلوم                  |
| میلارد فیلمور                  | ۱۲            | نامعلوم                  |
| فرانکلین پیرس                  | ۳۵            | نامعلوم                  |
| جیمز بیوکنن                    | ۱۶            | نامعلوم                  |
| آبراهام لینکلن                 | ۴۸            |                          |
| اندرو جانسون                   | ۷۹            |                          |
| یولیسیز سایمن گرانت            | ۲۱۷           |                          |
| رادرفورد بیرچارد هیز           | ۹۲            |                          |
| جیمز آبرام گارفیلد             | ۶             |                          |
| چستر آلن آرتور                 | ۹۶            |                          |
| استیفن گراور کلیولند (دور اول) | ۱۱۳           |                          |
| بنیامین هریسون                 | ۱۴۳           |                          |
| استیفن گراور کلیولند (دور دوم) | ۱۴۰           |                          |
| ویلیام مک‌کینلی                 | ۱۸۵           |                          |
| تئودور روزولت                  | ۱٬۰۸۱         |                          |
| ویلیام هووارد تافت             | ۷۲۴           |                          |
| توماس وودرو ویلسون             | ۱٬۸۰۳         |                          |
| وارن جی. هاردینگ               | ۵۲۲           |                          |
| جان کالوین کولیج               | ۱٬۲۰۳         |                          |
| هربرت هوور                     | ۹۶۸           | ۵۰۷۵                     |
| فرانکلین دلانو روزولت          | ۳٬۵۲۲         | ۶۰۷۱                     |
| هری ترومن                      | ۹۰۷           | ۹۵۳۸                     |
| دوایت آیزنهاور                 | ۴۸۴           | ۱۰۴۳۲                    |
| جان اف. کندی                   | ۲۱۴           | ۱۰۹۱۴                    |
| لیندون بی. جانسون              | ۳۲۵           | ۱۱۱۲۸                    |
| ریچارد نیکسون                  | ۳۴۶           | ۱۱۴۵۲                    |
| جرالد فورد                     | ۱۶۹           | ۱۱۷۹۸                    |
| جیمی کارتر                     | ۳۲۰           | ۱۱۹۶۷                    |
| رونالد ریگان                   | ۳۸۱           | ۱۲۲۸۷                    |
| جرج هربرت واکر بوش             | ۱۶۶           | ۱۲۶۶۸                    |
| بیل کلینتون                    | ۳۶۴           | ۱۲۸۳۴                    |
| جرج دبلیو بوش                  | ۲۹۱           | ۱۳۱۹۸                    |
| باراک اوباما                   | ۲۷۶           | ۱۳۴۸۹                    |
| دونالد ترامپ                   | ۲۲۰           | ۱۳۷۶۵                    |
| جو بایدن                       | ۳۴            | 13985                    |

## برای مطالعهٔ بیشتر
- Cooper, Phillip J. , By Order of the President: The Use and Abuse of Executive Direct Action, دانشگاه ایالتی کانزاس، Kanniversity Press, 2002.
- Howell, William G. , Power without Persuasion: The Politics of Direct Presidential Action, دانشگاه پرینستون Press, 2003.
- Mayer, Kenneth R. , With the Stroke of a Pen: Executive Orders and Presidential Power, Princeton University Press, 2002.
- Warber, Adam L. , Executive Orders and the Modern Presidency: Legislating from the Oval Office, Lynne Rienner Publishers, 2006.